# 布法利尼小堂
布法利尼小堂是意大利罗马天坛圣母堂右侧的第一个小堂，湿壁画由平图里乔  绘制于 1484-1486 年，描绘锡耶纳方济会修士圣伯尔纳定的生平，他于 1450 年封圣。

## 历史
小堂由尼科洛布法利尼主教 委托在天坛圣母堂建造。  他是卡斯泰洛城人 ，家族徽章（公牛）频繁出现在教堂里。  佩鲁吉诺、波提切利 、西诺莱利和平图里乔等画家完成了西斯廷小堂的墙面装饰后，返回了家乡，只有平图里乔没有回去，在罗马成立了工作室。平图里乔的名声远超佩鲁吉诺，获得的第一份大订单就是布法利尼小堂 。这位画家已为主教的家人完成了一幅圣母像，现藏于卡斯泰洛城市立美术馆（约 1480 年）。 
作品绘制于1484-1486 年。  壁画受到过一些损坏，后来在 1955-1956 年和 1981-1982 年进行了修复。 
小堂为长方形平面，带有十字拱顶和铺有马赛克装饰的人行道。三面墙和拱顶上画满了湿壁画，描绘圣伯尔纳定的生平事迹，这位方济会修道士最近刚被封圣。教堂当时由方济会修道院管理，还有两幅描绘方济各生平的湿壁画。布法利尼家族与伯尔纳定关系密切，因为后者解决了他们与巴格里奥尼和德尔蒙特家族之间的纠纷。 

## 拱顶
拱顶上的壁画最先完成。根据受佩鲁吉诺的布局，描绘了四位福音传教士，但比佩鲁吉诺的姿势更加生动。 

## 中墙
中墙上绘有圣伯尔纳定的荣耀，与佩鲁吉诺失落的圣母升天一样，分为两层。下半部分描绘伯尔纳定站在岩石上，张开双臂，上面有两个天使为他加冕，两侧是奥斯丁和安多尼。上部描绘基督和天使。 

## 右墙
在右墙，平图里乔画了两扇假的对称窗户，分别绘有天父的祝福和鸽子。墙上的两幅画描绘方济各的生平事迹：第一幅是放弃遗产；第二幅是圣方济各受圣痕。

## 左墙
左墙包括上下两个场景，上部的半月楣描绘年轻的伯尔纳定的隐修；下面是伯尔纳定的葬礼，背景的城市铺有棋盘状人行道，使用几何透视法绘制。后者的消失点位于一座建筑物中，模仿自佩鲁吉诺的《交钥匙》 。 